# Rocío Banquells
María del Rocío Banquells Núñez (née le 22 juin 1958 à Monterrey) est une actrice et chanteuse mexicaine.

## Biographie
Elle est fille du réalisateur Rafael Banquells et de l'actrice Dina de Marco.
Elle a quatre frères : José Manuel, Mary Paz (actrice), Ariadne et Rafael (acteur et réalisateur). En outre, elle est la demi-sœur de l'actrice Sylvia Pasquel, la fille du mariage précédent de son père avec l'actrice Silvia Pinal. Dans son enfance, elle a reçu une solide éducation musicale et était disciple du ténor Giusseppe Di Stefano.

## Discographie

### Albums studio
- 1985 : Rocío Banquells
- 1986 : Con él
- 1987 : Entrega total
- 1988 : En el alambre
- 1989 : Llorarás, llorarás
- 1990 : Un sueño que alguna vez soñé
- 1990 : Escucha el infinito
- 1991 : A mi viejo
- 1993 : A la Virgen Morena
- 1993 : Genio y figura
- 1995 : La fuerza del amor
- 1996 : Coincidir: Grandes éxitos
- 1998 : Recuerdos De Un Sentimiento
- 2007 : Nací para ti
- 2015 : Las grandiosas en vivo

### Collaborations
- 1987 : No me puedo escapar de ti, duo avec Luis Miguel pour le disque Luis Miguel 87.
- 1991 : La bella y la bestia, duo avec Mijares pour le film de Disney La bella y la bestia.

## Filmographie

### À la télévision

#### Telenovelas
- 1973 : Los que ayudan a Dios : Valeria
- 1974 : Ha llegado una intrusa
- 1975 : Barata de primavera : Patricia
- 1976 : Mi hermana la nena : Mónica
- 1978-1979 : Ladronzuela : Gilda
- 1979 : La llama de tu amor : Virginia
- 1979-1980 : Los ricos también lloran : Esther Izaguirre de Salvatierra
- 1981-1982 : Juegos del destino : Sofía
- 1982-1983 : Bianca Vidal : Mónica Rondán
- 1983-1984 : La fiera : Brenda Del Villar
- 1996-1997 : Te dejaré de amar : Violeta Larios
- 2007-2008 : Pasión : Ofelia de Márquez
- 2008-2009 : Cuidado con el ángel : Isabela Rojas
- 2010-2011 : Cuando me enamoro : Josefina "Fina" Álvarez de Monterrubio
- 2013 : Corazón indomable : Carola Canseco
- 2016 : Un camino hacia el destino : Guadalupe "Lupe" Gonzalos

#### Émissions télévisées
- 2010 : Mujeres asesinas : Elena
- 2006 : Reyes de la canción : concurrente
- 2006 : Cantando por un sueño : concurrente
- 1980 : Querer volar : Erika

### Au cinéma
- 1972 : Mujercitas : Roberta
- 1974 : Adorables mujercitas : Roberta

## Théâtre
- 2015 : Diez pianos ¡Viva México!
- 2014 : Cats
- 2013 : Made In México
- 2012 : Animal...Es
- 2009 : Mamma Mia!
- 2007 : La bella y la bestia
- 2007 : Los monólogos de la vagina
- 1997-1998 : Evita
- 1984 : Todo se vale
- 1983 : Jesucristo Superestrella
- 1982 : Un gran final
- 1981-1982 : Evita
- 1980-1982 : Aló!... Aló!... número equivocado
- 1980 : Anita la huerfanita
- 1980 : Godspell
- 1978 : El país de las sonrisas
- 1977 : Lili
- 1975 : La novicia rebelde
- 1975 : Chao Valentino
- 1973 : Vaselina
- 1972 : El día que secuestraron al Papa
- 1970 : Cosas de mamá y papá
- 1970 : Los años imposibles

### Sources
- (es) Cet article est partiellement ou en totalité issu de l’article de Wikipédia en espagnol intitulé « Rocío Banquells » (voir la liste des auteurs).